# Étienne Svilarich
Étienne Svilarich est un navigateur français né le 8 septembre 1980.

## Biographie
Il habite à Perros-Guirec dans les Côtes-d'Armor. De profession, il est expert maritime.

## Palmarès
- 1999 : 6e de la Solitaire du Télégramme
- 2000 : 9e du Championnat d'Europe First Classe 8
- 2001 : 4e du Championnat d'Europe First Classe 8 - 1er du Championnat de France Habitable-transportable
- 2002 : 4e du Championnat de France Match Racing - 6e du Classement mondial Melges - 3e du la Route du rhum (monocoque classe 3)
- 2003 : 3e du Championnat de France Class 8 - 1er du National Class 8 - 3e du Challenge espoir Crédit Agricole
- 2004 : 3e du Championnat de France Class 8
- 2005 : 24e de la Solitaire du Figaro - 1er du Championnat de France Match Racing - 20e du General Solo - 6e du Championnat d'Europe de Melges 24 (2e amateur)
- 2006 : 32e de la Solitaire du Figaro